# Pleurias
Pleurias (gr.: Πλευρίας, Pleurías) (IV wiek p.n.e.) – król iliryjskich Autariatów wzmiankowany pod koniec roku 337 p.n.e. lub w pierwszych miesiącach 336 p.n.e., kiedy to walczył z Filipem II, królem Macedonii. Ten bowiem chciał zabezpieczyć front bałkański przed wyruszeniem na wyprawę celem obalenia króla perskiego. W tej bitwie zginął Pauzaniasz, chłopiec królewski, wysuwając się przed króla Filipa i zasłaniając go przed pociskami. Filip zapewne uderzył na Autariatów zapobiegawczo, bowiem nie podbił ich. Podboju krainy dokonał dopiero król Agrianów na rozkaz Aleksandra III Macedońskiego w r. 335 p.n.e.